# 나카이 토모
나카이 토모(일본어: 中井 友望 なかい とも[*], 2000년 1월 6일 ~ )는 일본의 배우, 모델이다.